# Crooked Lake Park
Crooked Lake Park és una concentració de població designada pel cens dels Estats Units a l'estat de Florida. Segons el cens del 2000 tenia 1.682 habitants.

## Demografia
Segons el cens del 2000, Crooked Lake Park tenia 1.682 habitants, 645 habitatges, i 472 famílies. La densitat de població era de 1.159,7 habitants per km².
Dels 645 habitatges en un 27% hi vivien nens de menys de 18 anys, en un 60,6% hi vivien parelles casades, en un 8,4% dones solteres, i en un 26,7% no eren unitats familiars. En el 22,5% dels habitatges hi vivien persones soles el 14,1% de les quals corresponia a persones de 65 anys o més que vivien soles. El nombre mitjà de persones vivint en cada habitatge era de 2,47 i el nombre mitjà de persones que vivien en cada família era de 2,84.
Per edats la població es repartia de la següent manera: un 21,8% tenia menys de 18 anys, un 12,5% entre 18 i 24, un 22,4% entre 25 i 44, un 22% de 45 a 60 i un 21,3% 65 anys o més.
L'edat mediana era de 40 anys. Per cada 100 dones de 18 o més anys hi havia 82,1 homes.
La renda mediana per habitatge era de 35.804 $ i la renda mediana per família de 42.404 $. Els homes tenien una renda mediana de 26.125 $ mentre que les dones 22.075 $. La renda per capita de la població era de 18.731 $. Entorn del 3% de les famílies i el 5,3% de la població estaven per davall del llindar de pobresa.

## Poblacions més properes
El següent diagrama mostra les poblacions més properes.